# Slussbron, Göteborg

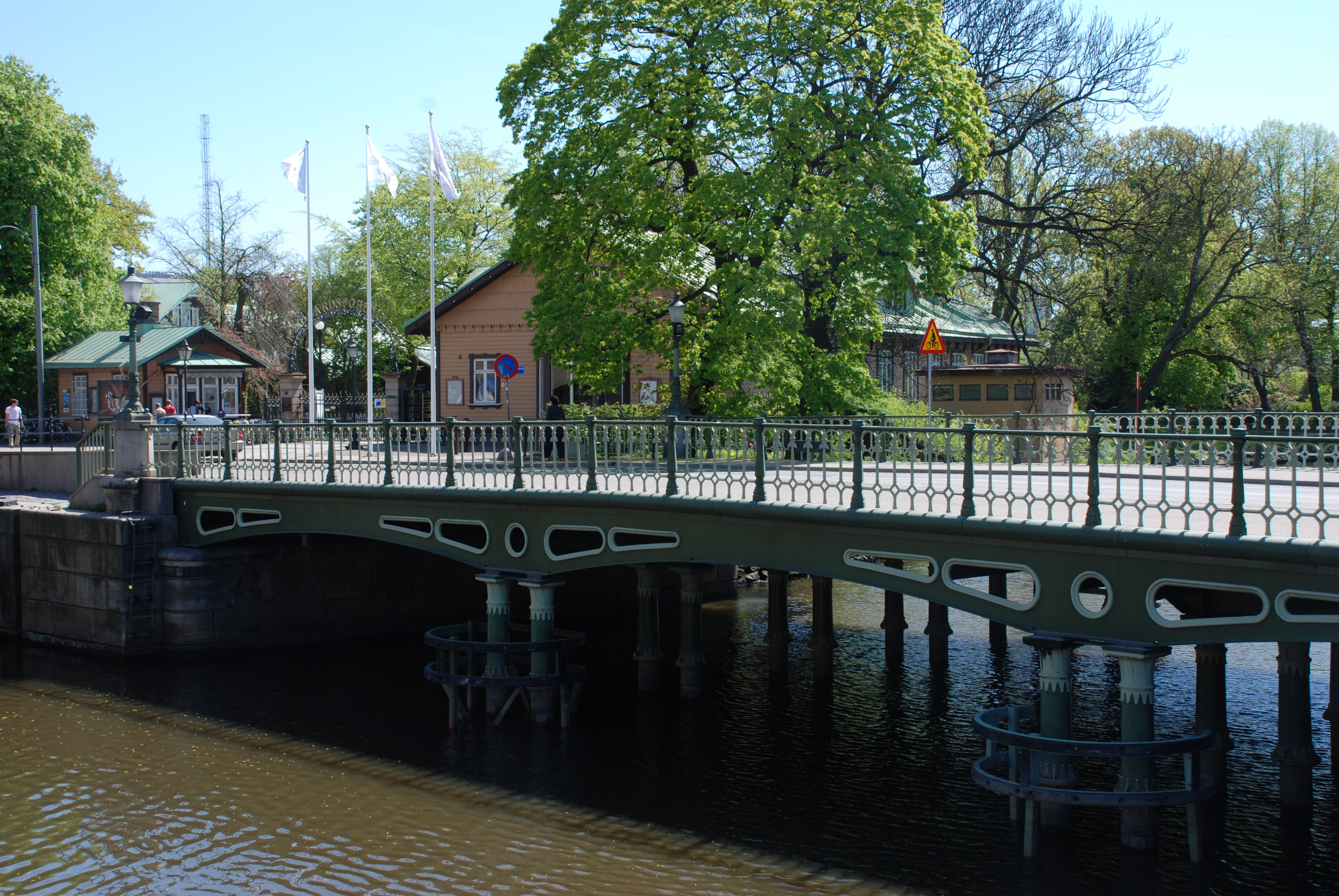
Slussbron går över Vallgraven.

Slussbron är en bro över Vallgraven, mellan Stora Nygatan–Slussplatsen och Slussgatan, i Göteborg. Den är placerad mellan Drottningtorgsbron och Stampbroarna.
Slussbron byggdes 1875 och fick sitt namn 1883 efter den intilliggande slussen, där Vallgraven går ihop med Fattighusån. År 1985 byggdes bron om för att klara nutida belastningskrav på femtio ton. De gamla befästningsmurarna tillhörande bastionen Carolus IX Rex, som stöttes på under byggnadsarbetena, utgör bottenfundament då de inte kunde raseras.